# Омолой (Иркутская область)
Омоло́й — село в Усть-Кутском районе Иркутской области, Россия. Расположено на левом берегу Лены в 47 км юго-восточнее Усть-Кута и в 480 км севернее Иркутска (по воздуху). Население — 99 человек (2010).
Находится на межселенной территории Усть-Кутского района, управляется напрямую районной администрацией. Глава администрации — Анисимов Сергей Геннадьевич.
Упоминается в документах с 1689 года. Основатель — Гришка Савин Омолойко. В 1723 году в деревне был 1 двор.